# Oleksievo-Druzhkivka
Oleksievo-Druzhkivka (en ucraniano: Олексієво-Дружківка; en ruso: Алексеево-Дружковка, romanizado: Aleksevo-Druzhovka) es un asentamiento de tipo urbano ucraniano perteneciente al óblast de Donetsk. Situado en el este del país, forma parte del raión de Kramatorsk y parte del municipio (hromada) de Druzhkivka.

## Geografía
El asentamiento está situado a orillas del río Krivi Torez, a unos 10 km al sureste de Druzhkivka y a 84 km al norte de Donetsk. 

## Historia
Oleksievo-Druzhkivka es un asentamiento de tipo urbano desde 1938, cuando se formó como resultado de la fusión de los pueblos de Oleksievo y Druzhkovki (ambos ya existentes en 1859).
Hasta el 18 de julio de 2020, Oleksievo-Druzhkivka estaba ubicada en el municipio de Druzhkivka. El municipio fue abolido ese día como parte de la reforma administrativa de Ucrania, el número de raiones del óblast de Donetsk se redujo a ocho, y el municipio de Druzhkivka se fusionó con raión de Kramatorsk.

## Demografía
La evolución de la población de Oleksievo-Druzhkivka entre 2001 y 2022 fue la siguiente:
| 7959                                                          | 7625 | 7492 | 7253 | 6924 |
| (Fuente: Cities & Towns of Ukraine y UKRAINE: Größere Städte) |      |      |      |      |

Según el censo de 2001, la lengua materna de la mayoría de los habitantes, el 76,38%, es el ucraniano; y del 23,17% es el ruso.

## Infraestructura

### Transporte
La carretera N 20 atraviesa Oleksievo-Druzhkivka y también está la estación del ferrocarril de Kondratievka.